# Эшуорт, Пол
Пол Энтони Эшуорт (англ. Paul Anthony Ashworth; род. 26 сентября 1969[…], Бакстон, Норфолк) — английский футбольный тренер и функционер.

## Биография
На юношеском уровне выступал за «Норвич Сити», но не пробившись в основной состав начал тренировать юношеские команды клуба. Во время работы в «Норвиче» Эшуорт основал компанию PASS Soccer Schools, которая работала с юношами 10—16 лет. В 1992 году он был приглашён работать в юношескую систему «Кембридж Юнайтед», где работал на должности сотрудника по развитию молодёжи. С 1996 года работал с юношами «Питерборо Юнайтед».
В 2001 году Эшуорт переехал в Латвию, где главным тренером национальной сборной работал его бывший коллега по «Кембридж Юнайтед» Гэри Джонсон. Эшуорт возглавил «Вентспилс», став в 2001 году «тренером года». Дважды клуб финишировал вторым, упуская золото в последнем туре. В июле 2003 года Эшуорт был уволен, когда команда шла на третьем месте. Через полгода возглавил «Ригу», с которым в 2004 году занял шестое место.
В межсезонье 2004/05 Эшуорт появился в российском клубе «Ростов», заняв пост спортивного директора. В двух матчах — 23 апреля 2005 года с «Рубином» и 1 мая 2005 года с «Амкаром» был исполняющим обязанности главного тренера вместо проходившего курс лечения Геннадия Стёпушкина. Эшуорт стал первым англичанином, когда-либо работавшим тренером в чемпионате России. В начале июня 2005 года был уволен. В интервью 2014 года заявил, что его просили проиграть матч с «Рубином».
Вернулся в Латвию, где с июля 2005 года до 2009 года тренировал «Сконто». Затем переехал в Нигерию, где в течение пяти лет работал техническим директором в Футбольной академии Квара. В январе — июне 2015 работал главным тренером и техническим директором клуба нигерийской премьер-лиги «Саншайн Старз». В сентябре 2015 во второй раз возглавил «Вентспилс», в котором проработал до 2017 года.
14 января 2019 года «Астана» объявила о назначении Эшворта своим новым исполнительным директором. 26 августа 2020 года, после увольнения тренера Михала Билека, Эшворт был назначен исполняющим обязанности главного тренера «Астаны». 7 октября 2020 года Эшуорт по взаимному согласию покинул клуб.
26 сентября 2022 года стал спортивным директором в московском «Спартаке». 22 декабря 2023 года, с приходом на пост спортивного директора клуба Томаша Амарала, Эшуорт стал техническим директором «Спартака». 11 апреля 2024 года покинул клуб.

## Личная жизнь
У Пола есть младший брат — Дэн (род. 1971), с 1 июля 2024 года — спортивный директор английского клуба «Манчестер Юнайтед». После переезда из Англии в Латвию Пол Эшуорт женился на латвийке.

## Тренерская статистика
| Вентспилс      | 1 января 2001    | 9 июля 2003 года | 76  | 53  | 7  | 16 | 069,74 |
| Рига           | 1 января 2004    | 31 декабря 2004  | 28  | 6   | 9  | 13 | 021,43 |
| Ростов (и. о.) | 23 апреля 2005   | 2 мая 2005       | 2   | 0   | 1  | 1  | 000,00 |
| Сконто         | 15 июля 2005     | 8 ноября 2009    | 48  | 27  | 14 | 7  | 056,25 |
| Вентспилс      | 14 сентября 2015 | 16 января 2018   | 74  | 38  | 17 | 19 | 051,35 |
| Астана (и. о.) | 27 августа 2020  | 7 октября 2020   | 8   | 3   | 2  | 3  | 037,50 |
| Итого          | Итого            | Итого            | 236 | 127 | 50 | 59 | 053,81 |